# Poospiza whitii
El sietevestidos serrano (Poospiza whitii), también denominado monterita sietevestidos andina o dominiquí negro y castaño, es una especie de ave paseriforme de la familia Thraupidae perteneciente al género Poospiza. Habita en bosques y matorrales xerófilos y semihúmedos de sierras y montañas en el centro-oeste de Sudamérica.

## Taxonomía

### Descripción original

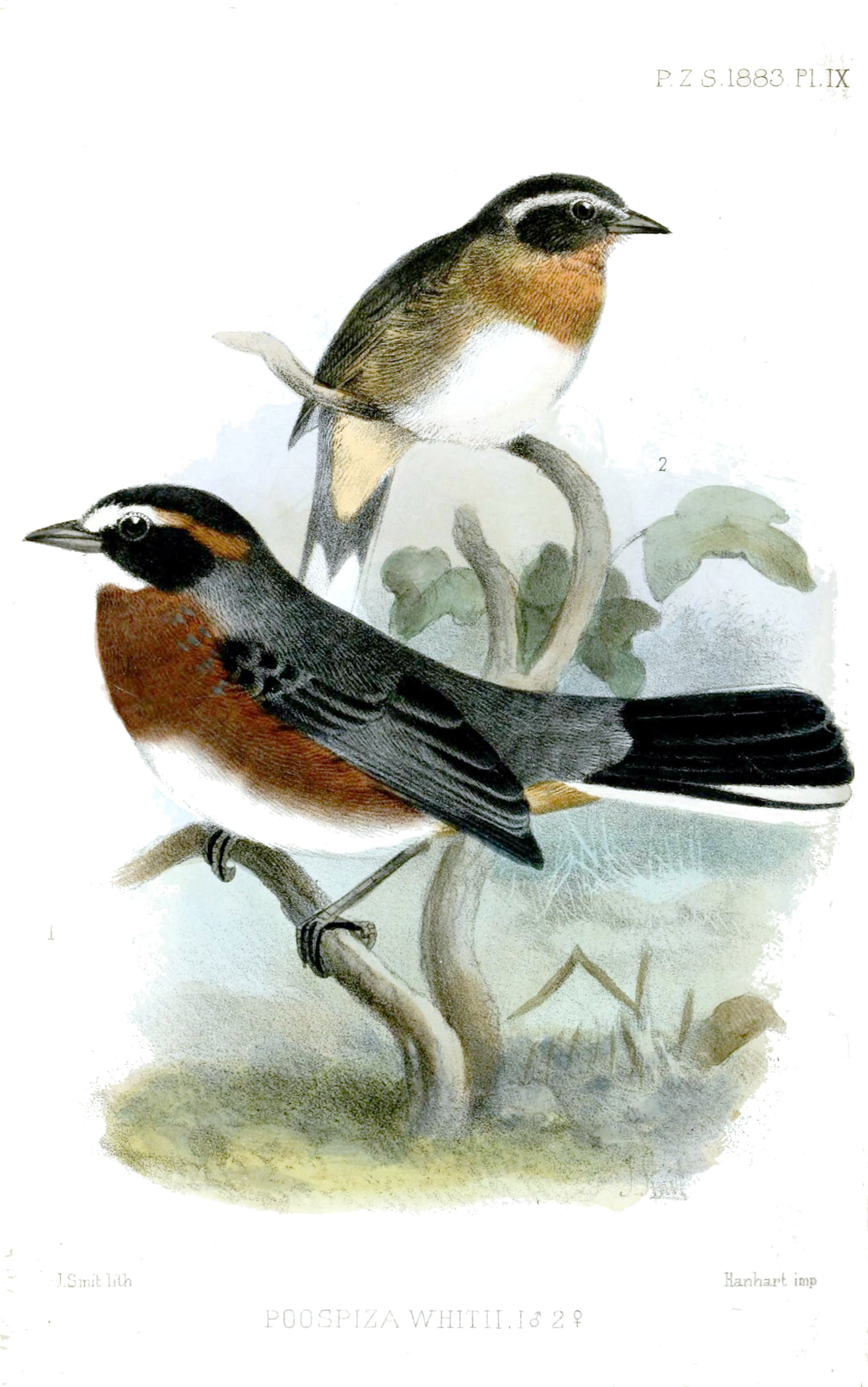
Ilustración realizada por Smit, que acompañó a la descripción de Poospiza whitii en Proceedings of the Zoological Society of London, 1883.

Poospiza whitii fue descrita originalmente en el año 1883 por el abogado y zoólogo británico Philip Lutley Sclater, con el mismo nombre científico.

### Localidad tipo
La localidad tipo referida es: “Cosquín, provincia de Córdoba, centro de la Argentina”. La ciudad de Cosquín es la cabecera del departamento Punilla. Se encuentra a una altitud de 720 m s. n. m., en las coordenadas: 31°14′36″S 64°28′03″O / -31.24333, -64.46750. Se ubica en el oeste provincial, en pleno valle de Punilla y al pie de las sierras Chicas. 

### Etimología
Etimológicamente, el término genérico Poospiza se construye con palabras en idioma griego, en donde: poa significa 'hierba' y spiza es 'pinzón'.
El epíteto específico whitii es un epónimo que refiere al apellido de la persona a quien fue dedicada, el colector de los ejemplares que sirvieron para su descripción, el naturalista aficionado inglés Ernest William White, quien meses después de ser publicada esta especie, murió de fiebre tifoidea en Filadelfia, donde se había trasladado para estudiar odontología.
El epíteto correcto debería haber sido whitei pero, al parecer, el cambio se debió a un error de imprenta en la publicación de su descripción.

### Historia taxonómica
Philip Lutley Sclater recibió la serie de ejemplares, que utilizó para determinar y describir la especie, de manos de Edward Gerrard hijo, un comerciante de especímenes de historia natural, quien había entrenado en Londres a White en el modo de preparar pieles de estudio. White las había cazado en la zona de Cosquín, en junio, julio y agosto de 1882. Las había enviado como Poospiza erythrophrys, sin embargo, Sclater notó que ambas eran claramente diferentes, al compararlas con el ejemplar tipo de P. erythrophrys que él poseía en su colección.
Poospiza whitii fue tratada como especie plena desde su descripción hasta 1938, ya que en dicho año el naturalista y ornitólogo austríaco Carl Eduard Hellmayr la consideró una subespecie occidental de Poospiza nigrorufa, un taxón que había sido descrito por Alcide d'Orbigny y Frédéric de Lafresnaye, el cual vive en el este de la Argentina, Brasil, Paraguay y Uruguay, mayormente en altos pastizales y arbustales en humedales de llanuras. A partir de ese momento no hubo concordancia entre los distintos autores sobre su ubicación taxonómica, siendo para algunos una subespecie de Poospiza nigrorufa (es decir, Poospiza nigrorufa whitii), mientras que para otros merecía el tratamiento de especie plena.
En un estudio genético publicado en 2013 se encontró que Poospiza whitii y P. nigrorufa presentaban un claro grado de divergencia de mtDNA entre sí, de aproximadamente un 2,5 % para cyt-b y ND2, similar al encontrado en otras especies hermanas.
En el año 2017, una publicación de Emilio Ariel Jordan, Juan Ignacio Areta e Ingrid Holzmann logró sustentar su validez como especie plena al reunir sólida evidencia integradora, concluyendo que ambas aves difieren en la coloración del plumaje, en el grado de dimorfismo sexual, en caracteres morfométricos, en el hábitat en el que viven, en su distribución, en los modelos de nicho ecológico y en rasgos vocales. A todo esto, se suma la corroboración en el campo de respuestas conductuales durante experimentos de reproducción de cantos de apareamiento, donde cada uno de los dos taxones respondió agresivamente frente a registros de su propio taxón, mientras que fue indiferente ante reproducciones provenientes de su contraparte.
Bajo cualquier concepto de especie, todas las líneas de evidencia mostraron claramente que ambos taxones pertenecen a diferentes especies, por lo que un tratamiento de ese tipo está plenamente justificado. La separación fue reconocida en la Propuesta N.º 753 al Comité de Clasificación de Sudamérica (SACC)
Los datos presentados por los amplios estudios filogenéticos recientes confirman que la presente especie es hermana de Poospiza nigrorufa, y el par formado por ambas es hermano del par formado por Poospiza boliviana y Poospiza ornata.
Es monotípica, no se reconocen subespecies.

### Poospiza wagneri
Un taxón relacionado con Poospiza whitii es Poospiza wagneri, el que fue descrito como especie plena en el año 1926 por el zoólogo Jan Sztolcmann, sobre la base de 3 hembras y un único macho (el ejemplar tipo), capturados en la localidad de Chulumani, departamento de La Paz, Bolivia.
Fue tratada como una dudosa subespecie de P. whitii (o de P. nigrorufa si también tenía tratamiento subespecífico P. whitii). Según su descriptor, el macho se diferencia del macho de Poospiza whitii por tener la barbilla castaña en lugar de blanca, por exhibir el bigote blanco más extenso y por presentar en las rectrices exteriores la base del vexilo externo de color negro en lugar de completamente blanco. Sin embargo, al comparar detalladamente el espécimen tipo de P. wagneri con ejemplares vivos y pieles de P. whitii, estas supuestas diferencias se hacen menos evidentes, ya que el espécimen tipo de P. wagneri muestra una pequeña mancha blanca en la barbilla, la cual es ligeramente más pequeña que la observada en los machos de P. whitii que poseen menos blanco; el bigote blanco en P. wagneri es tan extenso como en muchos machos de P. whitii; y finalmente, tanto el espécimen tipo de P. wagneri como casi todos los especímenes de P. whitii coinciden en tener el vexilo externo de la pluma caudal más externa con la base negra. Por todo esto, Jordan, Areta y Holzmann sinonimizaron P. wagneri con P. whitii.

## Características
Poospiza whitii se diferencia de Poospiza nigrorufa en varios aspectos.

### Plumaje
El plumaje de Poospiza whitii es marcadamente dimórficos (contra ligeramente dimórfico en P. nigrorufa, haciendo que sea difícil distinguir los sexos, tanto acampo como en ejemplares de museos). El macho tiene la garganta, pecho y flancos de color castaño oscuro (contra rojizas en P. nigrorufa); las partes superiores (corona, cuello, espalda y grupa) son de color plomizo (contra pardo-oliváceo en P. nigrorufa). La hembra de P. whitii presenta la garganta canela pálida, el pecho y flancos y partes superiores de color marrón claro oliváceo, siendo en el caso de la hembra de P. nigrorufa lo inferior más oscuro y lo superior más oliváceo.
Para una segura identificación, un detalle diagnóstico y constante es la extensión de la punta blanca de la cola, que es de mucha mayor superficie en Poospiza whitii y menor en ambos sexos de P. nigrorufa.

### Morfometría
Respecto a Poospiza nigrorufa, P. whitii posee un pico notablemente más pequeño y más corto, siendo también menor la longitud del tarso, También difiere en su peso, el cual es alrededor de un 10 % inferior. Al comparar las longitudes de los sexos respectivos de ambas especies se encontró que no hay diferencias en la longitud de la cola, pero sí la hay en cuanto a la longitud del ala, siendo las de P. whitii más cortas.

### Distribución, hábitat y nicho ecológico
Las distribuciones de Poospiza whitii y P. nigrorufa son totalmente alopátricas, ya que, si bien se aproximan en algunas localidades de la provincia argentina de Córdoba, no llega a haber superposición.
El hábitat de cada una es particularmente diferente. Poospiza whitii habita en ambiente serrano o montañoso lejos de humedales en bosques y arbustales xerófilos cerrados o semiabiertos con algarrobos (Prosopis), chañares (Geoffroea) así como bosques húmedos montanos de pinos del cerro (Podocarpus), alisos del cerro (Alnus), etc.
Por el contrario, P. nigrorufa habita áreas abiertas con árboles bajos y arbustos en humedales, donde dominan totoras (Typha), juncos (Schoenoplectus) y otras herbáceas hidrófilas (Scirpus, Rhynchospora, etc.) así como en llanuras herbáceas cerca del agua, con grandes cortaderas o penacho de las pampas (Cortaderia selloana), generalmente en altitudes bajas (excepto en el sur de Brasil).

### Vocalizaciones
Tanto en el canto como en las llamadas Poospiza whitii y P. nigrorufa difieren notablemente. 
El canto en P. whitii es complejo y se diferenciar marcadamente de un individuo a otro. Se compone de una sucesión rítmica de un número variable de notas melódicas simples (entre 8 y 12), entre las cuales mezcla irregularmente notas melodiosas y algunos trillados. En P. nigrorufa el canto simple, repitiendo, en un número variable de veces, una frase compuesta por 3 silbidos puros, cuyo orden general y forma son muy consistentes en toda la geonemia de la especie.
En cuanto a las llamadas, ambas especies poseen un número elevado, pudiéndose fácilmente distinguir las que corresponden a cada una solo mediante la utilización de espectrogramas.

## Distribución y hábitat
Poospiza whitii es endémica del centro-oeste de Sudamérica, en la Argentina y Bolivia. Se sitúa altitudinalmente desde los 200 m s. n. m. —en la porción austral de su distribución— hasta los 3800 m s. n. m. en la zona boliviana del lago Titicaca.
En la Argentina se distribuye en el noroeste, centro y oeste del país, en las provincias de: Catamarca, Córdoba, Jujuy, La Rioja, Mendoza, Salta, San Juan, San Luis, Santiago del Estero y Tucumán.
En Bolivia se encuentra en los departamentos de: Chuquisaca, Cochabamba, La Paz, Oruro, Potosí, Santa Cruz y Tarija.

## Conservación
Según la organización internacional dedicada a la conservación de los recursos naturales Unión Internacional para la Conservación de la Naturaleza (IUCN), al no poseer mayores peligros, tener un rango extremadamente grande, adaptarse a cierta alteración de su hábitat y presentar una tendencia poblacional al parecer estable, se la clasificó como una especie bajo “preocupación menor” en su obra: Lista Roja de Especies Amenazadas.